# Argel (caballo)
Se llama propiamente argel al caballo que tiene solamente el pie derecho blanco. 
Los antiguos hombres de a caballo tuvieron siempre por azaroso y desgraciado al caballo argel y así decían, en proverbio, de caballo argel guardarase quien fuere cuerdo, de él. Pero los verdaderos inteligentes hacen poco caso hoy día de esta señal y no se detienen en comprar ni en montar un caballo argel si tiene, por otra parte, las circunstancias de sanidad, perfecta formación y buen carácter. 
Muchos llaman también: 
- argel trabado al caballo que tiene el pie derecho blanco y la mano derecha blanca.
- argel trastrabado al que tiene el pie derecho blanco y la mano izquierda blanca.
- argel tresalbo al caballo que tiene el pie derecho blanco y las dos manos blancas, estrella en la frente y blanco o lunar en el belfo superior e inferior pero esto es con impropiedad porque argel se debe únicamente llamar al caballo que tiene solamente el pie derecho blanco: de otra manera la mayor parte de los caballos serían argeles.